# Saimiri macrodon
Saimiri macrodon  (лат.) — вид приматов семейства цепкохвостых обезьян, обитающих в Южной Америке.

## Классификация
Классификация дискуссионна. Изначально считался подвидом Saimiri sciureus, по результатам генетических исследований (Carretero-Pinzon, 2009) был поднят до ранга вида. Более поздние исследования (Alfaro, 2014) указывают на то, что этот вид является синонимом или подвидом Saimiri cassiquiarensis.

## Описание
Длина тела от 25 до 32 см, длина хвоста от 34 до 44 см. Вес самцов от 885 до 1380 грамм, вес самок от 590 до 1150 грамм. Окрас немного темнее, чем у обыкновенной беличьей обезьяны.

## Распространение
Встречается в западной части амазонского дождевого леса в Бразилии, в южной Колумбии, на востоке Эквадора, севере и востоке Перу. Населяет влажные тропические и субтропические леса, предпочитая первичные леса на высотах до 1200 метрах над уровнем моря.